# (8574) Makotoirie
(8574) Makotoirie est un astéroïde de la ceinture principale.

## Description
(8574) Makotoirie est un astéroïde de la ceinture principale. Il fut découvert le 6 novembre 1996 à Ōizumi par Takao Kobayashi. Il présente une orbite caractérisée par un demi-grand axe de 2,14 UA, une excentricité de 0,18 et une inclinaison de 1,2° par rapport à l'écliptique.

## Compléments